# Вила-Нова, Карлуш
Карлуш Мануэл Вила-Нова (порт. Carlos Manuel Vila Nova; род. 27 июля 1959) — политик из Сан-Томе и Принсипи. Занимал должности министра общественных работ и природных ресурсов (2010—2012) и министра инфраструктуры, природных ресурсов и окружающей среды (2014—2018) в сменяющих друг друга правительствах премьер-министра Патриса Тровоады.
Был кандидатом от Независимого демократического действия на президентских выборах 2021 года. 6 сентября был объявлен избранным президентом Сан-Томе и Принсипи, получив 58 % голосов и победив Гильерме Поссера да Кошта из MLSTP / PSD.

## Биография
Вила-Нова родился в Невеше, городе на северном побережье острова Сан-Томе. Получил степень в области телекоммуникаций в Университете Орана, Алжир, в 1985 году. Затем вернулся, чтобы возглавить компьютерный отдел Государственного статистического управления. В 1988 году оставил государственную службу и стал менеджером по продажам в отеле Miramar, который на тот момент был единственным отелем в стране. В 1992 году был назначен директором отеля Miramar. В 1997 году стал директором отеля Pousada Boa Vista, а также основал собственное туристическое агентство Mistral Voyages. Продолжал работать в индустрии туризма, пока не занялся политикой в 2010 году.
Вила-Нова занимал пост министра общественных работ и природных ресурсов в кабинете Патриса Тровоады с 2010 года, пока правительство не потеряло большинство в 2012 году. Был назначен министром инфраструктуры, природных ресурсов и окружающей среды, когда Независимое демократическое действие Тровоады (ADI) вернуло большинство в 2014 году. В 2018 году Вила-Нова был избран в Национальное собрание. Был выдвинут кандидатом от ADI на президентских выборах 2021 года.
Вила-Нова женат, есть две дочери.